# Languedoc-Roussillon-viner
Languedoc-Roussillon-viner är viner från Languedoc-Roussillon i södra Frankrike, en region lokaliserad på sydkusten mot medelhavet mellan Pyrenéerna och Provence. Regionen, som även kallas Le Midi, är på stark uppgång och är en del av den renässans Sydfrankrike upplever inom den traditionella franska vinvärlden. Vin de Pays d'Oc bildades av ett antal pionjärer i mitten på 1980-talet vilket satt fart på utvecklingen. Genom moderna metoder, internationella druvsorter och en strävan efter att producera viner för dagens smakpreferenser har distriktet i det närmaste blivit en del av Nya världen lokaliserad inom den gamla världen. Intressant nog är det dock distriktets traditionella viner och vingårdar som upplever det största lyftet tack vare moderniseringen, vilket bland annat beror på att de traditionella vinerna nått nya höjder tack vare tillskott och stöd från internationella druvor som Cabernet Sauvignon och Chardonnay.
Distriktet är framförallt inriktat på produktion av röda viner men det produceras även mycket starkvin - Vin Doux Naturel. Vin de Pays (lantvin) är den viktigaste klassen och i denna klass produceras moderna viner på de flesta förekommande druvsorterna i distriktet.

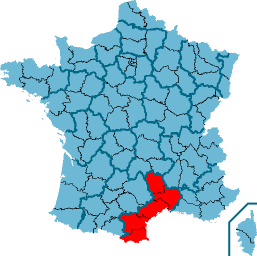
Languedoc-Roussillon lokalisering

## Druvor
Traditionella blå druvor i regionen är Carignan & Cinsault (den sistnämnda används ofta för att mjuka upp den förstnämnda). Den lokalt framkorsade druvan Alicante Bouschet förekommer också. Dessa druvor har på senare år kompletterats med ett flertal internationella druvor som Syrah, Mourvédre, Grenache, Merlot, Cabernet Sauvignon etc. 
De vanligaste gröna druvorna är Viognier, Marsanne och Roussanne, vilka kompletterats med Sauvignon Blanc och även Chardonnay. Slutligen är den spanska druvan Maccabeo en utbredd grön druva. Muscat är en vanlig druva för framställning av starkviner (så kallade Vins Doux Naturels, VDN).

## Indelning
Regionen Languedoc-Roussillon står för ca en tredjedel av Frankrikes totala areal för vinodling. Dessa arealer fördelas på departementen Hérault, Pyrénées-Orientales, Gard och Aude. 

### Appellationer
- Fitou AOC - fylliga och koncentrerade rödviner med örtiga inslag som framförallt görs på Carignan och Grenache med inblandning av till exempel Syrah. Fitou var det första området i Languedoc-Roussillon som fick AOC-klassning (redan 1948).
- Corbières AOC - kraftiga och fylliga röda viner med inslag av örter och kryddor. Appellationen har lyckats göra Carignan-druvan till mer än en massvindruva som den ofta annars är.
- Côte du Roussillon - inom vilka de bästa vinerna får tillägget Villages
- Costières de Nîmes - påminner mycket om Côte du Rhône i stilen.
- Minervois - Grenache- och Syrah-druvorna dominerar medan Cinsaut används för att ge lite extra finess.
- Coteaux du Languedoc - viner från ett större område inom Languedoc men som skall vara från bra lägen. De viktigaste druvorna är Syrah, Mourvédre, Grenache tillsammans med Carignan som måste finnas med till minst 40% i vinerna.